# Unité urbaine de Saintes
L'unité urbaine de Saintes est une unité urbaine française centrée sur la ville de Saintes, sous-préfecture de la Charente-Maritime et deuxième ville  du département, arrosée par la Charente. Elle est également la deuxième  aire d'attraction de la Charente-Maritime, loin derrière celle de La Rochelle.

## Données générales

### L'unité urbaine de Saintes  depuis le nouveau zonage de 2020
En 2020, l'unité urbaine de Saintes s'est agrandie en incorporant une nouvelle commune demeurant de fait la quatrième unité urbaine de la Charente-Maritime après celles de La Rochelle, de Royan et de Rochefort. 
Cependant, elle s'inscrit depuis cette date au cœur de la deuxième aire d'attraction de la Charente-Maritime après celle de La Rochelle mais devançant les aires d'attraction de Royan et de Rochefort.

### L'unité urbaine de Saintes selon les anciennes délimitations
En 2010, selon l'INSEE, l'unité urbaine de Saintes est composée de trois communes, toutes situées en Charente-Maritime, dans l'arrondissement de Saintes. 
En 2016, avec 29 436 habitants , elle constitue la 4e unité urbaine de la Charente-Maritime se situant après l'unité urbaine de Royan qui se positionne au 3e rang départemental et avant l'unité urbaine de La Tremblade qui se classe au 5e rang dans le département. Elle clôt la liste des quatre unités urbaines de plus de 20 000 habitants en Charente-Maritime qui sont par ordre d'importance La Rochelle, Rochefort, Royan et Saintes..
En Poitou-Charentes où elle se situe, elle occupe le 8e rang régional après l'unité urbaine de Royan (7e rang régional) et avant l'unité urbaine de Cognac (9e rang régional).
En 2016, sa densité de population s'élève à 420 hab/km2, ce qui en fait la 2e unité urbaine la plus densément peuplée de Charente-Maritime dans la catégorie des unités urbaines de plus de 20 000 habitants.
Par sa superficie, elle ne représente que 1,02 % du territoire départemental mais, par sa population, elle regroupe 4,58 % des habitants de la Charente-Maritime en 2016.
L'unité urbaine de Saintes représente le pôle urbain de l'aire urbaine de Saintes où cette dernière est la deuxième de la Charente-Maritime autant par sa population que pour le nombre de communes.

## Composition communale de l'unité urbaine de Saintes en 2020
En 2020, l'INSEE a procédé à une révision des  périmètres des unités urbaines; celle de Saintes a été élargie de la commune d'Écurat .
L'unité urbaine de Saintes compte 4 communes depuis la nouvelle délimitation de  2020 :
| Nom                    | Code Insee | Département       | Statut       | Superficie (km2) | Population (dernière pop. légale) | Densité (hab./km2) | Modifier                                    |
| ---------------------- | ---------- | ----------------- | ------------ | ---------------- | --------------------------------- | ------------------ | ------------------------------------------- |
| Saintes (ville-centre) | 17415      | Charente-Maritime | ville-centre | 45,55            | 25 312 (2022)                     | 556                | modifier les données · modifier les données |
| Fontcouverte           | 17164      | Charente-Maritime | banlieue     | 11,58            | 2 313 (2022)                      | 200                | modifier les données · modifier les données |
| Les Gonds              | 17179      | Charente-Maritime | banlieue     | 12,96            | 1 759 (2022)                      | 136                | modifier les données · modifier les données |
| Écurat                 | 17148      | Charente-Maritime | banlieue     | 10,55            | 445 (2022)                        | 42                 | modifier les données · modifier les données |

## Délimitation de l'unité urbaine de 2010
En 2010, l'Insee a procédé à une révision de la délimitation de l'unité urbaine de Saintes qui est ainsi composée de trois communes urbaines. L'INSEE lui a octroyé le code INSEE 17401.
| Nom          | Code Insee | Statut | Superficie (km2) | Population (dernière pop. légale) | Densité (hab./km2) |
| ------------ | ---------- | ------ | ---------------- | --------------------------------- | ------------------ |
| Saintes      | 17415      |        | 45,55            | 25 312 (2022)                     | 556                |
| Fontcouverte | 17164      |        | 11,58            | 2 313 (2022)                      | 200                |
| Les Gonds    | 17179      |        | 12,96            | 1 759 (2022)                      | 136                |

## Évolution territoriale de l'unité urbaine de Saintes depuis 1975
En 1975, la délimitation territoriale de l'unité urbaine de Saintes regroupait deux communes urbaines (Les Gonds et Saintes) et atteignait 27 760 habitants; ce qui la classait au 4e rang départemental après La Rochelle, Rochefort et Royan. À cette date, sa superficie était de 58,51 km2.
De 1975 à 1999, l'unité urbaine de Saintes n'a pas varié en ce qui concerne le nombre de communes mais sa croissance démographique a été plutôt irrégulière et n'est jamais parvenue à franchir le seuil des 30 000 habitants dans cette période. Avec 26 836 habitants en 1999, elle se classait au neuvième rang en Poitou-Charentes, étant devancée de peu par Cognac qui recensait 27 042 habitants.
C'est lors de la dernière délimitation de 2010 effectuée par l’INSEE que l'unité urbaine de Saintes s'est agrandie d'une nouvelle commune, Fontcouverte, et a pour la première fois franchi le 
seuil des 30 000 habitants en 2007.
En 2007, elle demeure la 4e unité urbaine de Charente-Maritime, mais elle gagne une place dans le classement régional en ravissant la huitième place à Cognac, en Poitou-Charentes.
L'unité urbaine de Saintes a connu une évolution démographique irrégulière depuis 1975 et ce n'est que dans la période 1999-2007 qu'elle figure parmi les plus attractives du département et de la région Poitou-Charentes.
En 2020, son agglomération urbaine s'est élargie vers l'ouest avec la petite commune périurbaine d'Écurat et au recensement de 2021, l'unité urbaine de Saintes franchit de nouveau la barre des 30.000 habitants affichant 30.064 habitants au dernier recensement.

## Évolution démographique

### Évolution démographique à périmètre constant
Le tableau ci-dessous indique l'évolution démographique de l'unité urbaine de Saintes entre 1975 et 2021 selon le zonage défini lors de chaque recensement de population. 
| 1975   | 1982   | 1990   | 1999   | 2007   | 2011   | 2016   | 2021   |
| ------ | ------ | ------ | ------ | ------ | ------ | ------ | ------ |
| 27 760 | 26 499 | 27 003 | 26 836 | 30 086 | 29 405 | 29 436 | 30 064 |

Histogramme

(élaboration graphique par Wikipédia)

### Évolution démographique selon le nouveau  périmètre de 2010
Le tableau ci-dessous présente l'évolution démographique de l'unité urbaine de Saintes dans ses nouvelles limites de 2010 sur une période allant de 1968 à 2009.
| 1968   | 1975   | 1982   | 1990   | 1999   | 2007   | 2016   |
| ------ | ------ | ------ | ------ | ------ | ------ | ------ |
| 28 072 | 28 866 | 28 205 | 28 965 | 28 761 | 30 057 | 29 436 |

Histogramme

(élaboration graphique par Wikipédia)

## Sources et références
1. ↑  Composition communale de l'unité urbaine de Saintes selon le zonage de 2010
2. ↑  = Composition communale de l'unité urbaine de Saintes en 2020
3. ↑  Evolution démographique de l'unité urbaine de Saintes de 1968 à 2009 selon le périmètre de 2010